# Jardim Manuel Faria (Vizela)
O Jardim Manuel Faria é um espaço de lazer do concelho de Vizela.

## Aspectos de interesse
- Centro da cidade